# Götz Berger

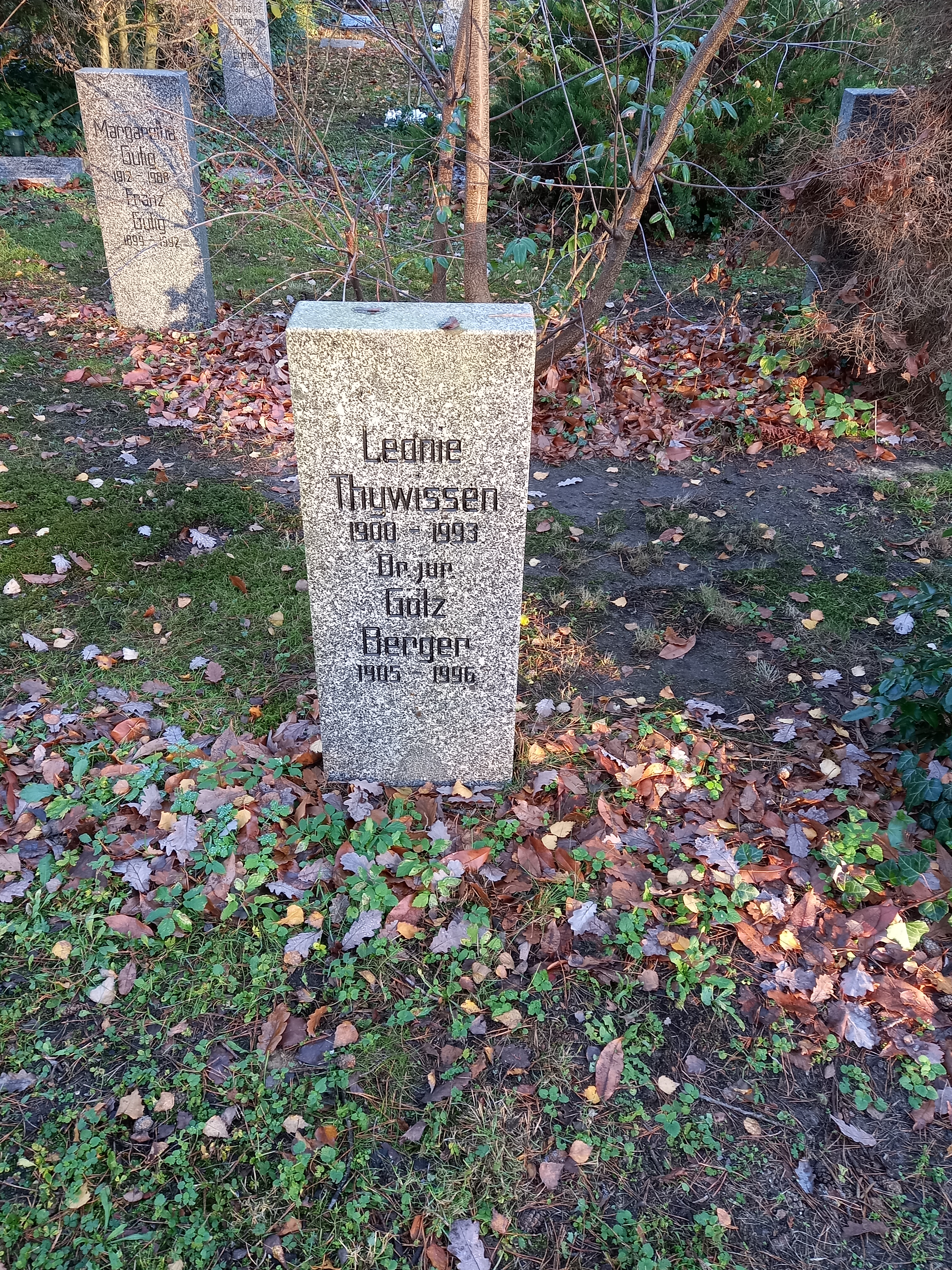
Das Grab von Götz Berger und seiner Lebensgefährtin Leonie Thywissen auf dem Friedhof Pankow III in Berlin

Götz Berger (* 26. Januar 1905 in Berlin; † 6. März 1996 in Frankfurt (Oder)) war ein deutscher Jurist. Als kommunistischer Aktivist übernahm er zunächst hochrangige Posten in der DDR, geriet dann aber als Kritiker der Justiz, insbesondere als Verteidiger Robert Havemanns, mit der SED-Diktatur in Konflikt.

## Leben
Götz Berger war ein Sohn des Philologen Rudolf Berger (1866–1935) und der Margarete Müller (1876–1967). Sein älterer Bruder Klaus Berger wurde Kunsthistoriker. Berger studierte Jura in Berlin und Freiburg i. Br. und wurde 1929 zum Dr. jur. promoviert. 1923 trat er einer Kommunistischen Studentengruppe, 1925 dem KJVD und 1927 der KPD bei. 1931 wurde er Sozius in der Anwaltskanzlei von Hilde Benjamin im Bezirk Wedding. Seine kommunistische Aktivität, insbesondere sein Engagement für die Rote Hilfe, führte 1933 zum Ausschluss aus der Rechtsanwaltschaft. Auf Seiten der Internationalen Brigaden war er 1936–1939 im spanischen Bürgerkrieg als Dolmetscher aktiv. Er wurde gefangen genommen und in Argelès-sur-Mer, Camp de Gurs und Le Vernet interniert.
Später wurde Berger mit einer Gruppe von etwa 30 Mann nach Französisch-Nordafrika (heute Algerien) gebracht. Hier wurde er von britischen Truppen befreit. Im April 1943 trat er dem Royal Pioneer Corps bei.
Als die Briten Ende 1943 den Interbrigadisten die Möglichkeit gaben, in ein Land ihrer Wahl zu emigrieren, beantragte Berger die Emigration in die Sowjetunion. Berger und 27 andere Spanienkämpfer trafen am 29. Dezember 1943 nach einer abenteuerlichen Schiffsreise in Krasnowodsk ein. Nach Verhören durch den NKWD wies man ihm eine Fabrikarbeit in Turkmenien zu. Nach Kriegsende schrieb Berger an die Leitung des Nationalkomitee Freies Deutschland in Moskau, namentlich an Erich Weinert und Wilhelm Pieck, und bat darum, seine Heimkehr zu ermöglichen. Monate später erhielt er einen Passierschein für eine Reise nach Moskau; dort erhielt er schließlich die erforderlichen Papiere für die Reise nach Berlin.
1946 bis 1950 war er Mitarbeiter und anschließend Abteilungsleiter für Justizfragen im Zentralkomitee der SED. Er wurde Dozent an der Deutschen Verwaltungsakademie in Forst Zinna. Für kurze Zeit war er Sekretär der Vereinigung Demokratischer Juristen. Von 1951 bis 1957 war er Oberrichter in Berlin. 1959 war er im Sekretariat Ulbrichts beim ZK der SED aktiv. Kurt Müller beschuldigte Berger, ihn 1950 im Auftrag Erich Mielkes in die DDR gelockt zu haben, wo er (Müller) verhaftet und 1953 zu 25 Jahren Haft verurteilt wurde.
Ab 1958 arbeitete Berger als Rechtsanwalt in Berlin. Er war Verteidiger Robert Havemanns und 1968 von dessen Söhnen. Als Berger gegen die Verurteilung Havemanns zu Hausarrest Berufung einlegte und gegen die Ausbürgerung Wolf Biermanns in einem Brief, den er persönlich seiner Partei, der SED, überbrachte, protestierte, wurde ihm am 1. Dezember 1976 auf Beschluss des Ministers für Justiz der DDR und unter entscheidender Mitwirkung des Stellvertreters des Ministers, Staatssekretär Herbert Kern, die Zulassung als Rechtsanwalt entzogen.  Überdies wurde ein Parteiverfahren gegen Berger eingeleitet und er mit einer Rüge gemaßregelt, was mit einem Veröffentlichungsverbot einherging.  Die Verteidigung Havemanns wurde später von Gregor Gysi übernommen. Nach der Wende und friedlichen Revolution wurde Berger rehabilitiert und war Zeuge im Verfahren gegen die Richter und Staatsanwälte, die Havemann verfolgt hatten. Berger starb im Alter von 91 Jahren im Gerichtsgebäude, nachdem er als Zeuge ausgesagt hatte. Der Prozess endete mit Freisprüchen für die Juristen, die der Bundesgerichtshof am 10. Dezember 1998 aufhob (5 StR 322/98).

## Auszeichnung
1965 erhielt er den Vaterländischen Verdienstorden in Bronze und 1975 in Silber.

## Schriften
- Probleme eines demokratischen Strafrechts. Karl Dietz, Berlin 1949.
- Mit dem linken Auge. Satiren aus dem Alltag des „realen Sozialismus“. kd Selbstverlag nichtprofessioneller Autoren, Berlin 1991, ISBN 3-910176-00-3.
- Wie ich Olga Benario versteckte. Spotless, Berlin 1995, ISBN 3-928999-53-2.